# Dianthus vigoi
Dianthus vigoi es una planta herbácea de la familia de las cariofiláceas. 

## Descripción
Planta perenne, densamente cespitosa, ± glauca. Cepa f lignificada. Tallos floriferos (2)5-15(20) cm, bastante rígidos. Hojas de 10-30 x 0,5-1(2) mm, de consistencia herbácea, planas, largamente atenuadas, agudas. Flores indefectiblemente solitarias. Brácteas del caliculo herbáceas -de longitud 1/2-2/3 de la del tubo calicino-, de ancho margen escarioso, atenuadas en largo acumen, un tanto incurvadas las exteriores, no aplicadas. Cáliz 10-15 mm, subcilíndrico, poco atenuado en el extremo superior; dientes con bordes escariosos anchos, contraídos en breve acumen. Corola 1-2 cm de diámetro. Pétalos pelosos, excepcionalmente glabros, de una rosa fuerte, con dientes bastante regulares, triangulares; uña no exerta. Cápsula exerta.

## Distribución y hábitat
Se encuentra en los pastos netamente acidófilos; a una altitud de 1500-2500 metros en los Pirineos Orientales: altos valles del Tec y del Ter. España.

## Taxonomía
Dianthus vigoi fue descrita por Manuel Laínz y publicado en Anales del Jardín Botánico de Madrid 42(2): 551. 1985[1986].
Etimología
Dianthus: nombre genérico que procede de las palabras griegas deos («dios») y anthos («flor»), y ya fue citado por el botánico griego Teofrasto.
vigoi: epíteto otorgado en honor del botánico español Josep Vigo Bonada.